# Cesarina Valobra
Cesarina Valobra (La Spezia, 2 giugno 1901 – Milano, 2 febbraio 1982) è stata un soprano italiano.

## Biografia
Studiò canto con il maestro Vittorio Vanzo ed esordì nel 1923 al Teatro Sociale di Como dove interpretò la parte di Mimì ne La bohème di Puccini raccogliendo calorosi applausi. Subito dopo partì per una fortunata serie di concerti in Svizzera a fianco del tenore Alessandro Bonci. Al ritorno, il 13 gennaio 1924, fu scritturata dal Teatro alla Scala di Milano per cantare la parte di Lisa, un personaggio importante ma non di primo piano de La sonnambula di Vincenzo Bellini in una edizione che allineava celebrità del calibro di Toti dal Monte, Dino Borgioli ed Ezio Pinza. In quello stesso anno si esibì anche nella sua città natale, La Spezia, al Politeama Duca di Genova, ne La Bohème ripetendo il successo del suo esordio. Ancora nel 1924, il 29 dicembre, ebbe la fortuna di essere scelta da Arturo Toscanini per interpretare Lisetta, una parte di tutto rispetto de La cena delle beffe di Umberto Giordano, in un cast di prim’ordine avendo a fianco Carmen Melis, Hipolito Lazaro, Benvenuto Franci ed Ernesto Badini.
Superata questa non facile prova, Cesarina Valobra rimase  alla Scala per cinque anni, durante i quali cantò in diverse opere, tra le quali La Wally di Alfredo Catalani e Orfeo ed Euridice (Gluck) di Christoph Willibald Gluck (1925); in  Carmen (opera) di Georges Bizet, nella parte di Micaela, a fianco del mezzo-soprano Giuseppina Zinetti e Marcel Journet, Le martyre de Saint Sébastien di Claude Débussy (Une voix), con Luisa Bertana e Journet, sempre sotto la direzione di Arturo Toscanini, (1926).
 
Nel 1927 fu ripetuta Carmen, con Benvenuto Franci al posto di Marcel Journet. Nel 1928 andò in scena Gianni Schicchi di Puccini e lei interpretò Lauretta, con Carlo Galeffi,  Salvatore Baccaloni ed altri. Nel 1929, la parte di Liù nelle repliche della Turandot di Puccini, col soprano Anne Roselle, Eva Turner, Antonio Melandri e Gino Vanelli. Interpretò poi la parte della Zarevna Cigno ne La fiaba dello zar Saltan di Nicolai Rimsky-Korsakov con Iris Adami Corradetti. La sua attività teatrale continuò poi fino al 1939 allorquando, essendo di origine ebraica, le leggi razziali la costrinsero ad interrompere la carriera.
Nel dopoguerra, ormai ritiratasi dalle scene, fu ospite della Casa di riposo per musicisti Giuseppe Verdi di Milano dove morì il 2 febbraio 1982. 